# Paralakhemundi
Paralakhemundi è una suddivisione dell'India, classificata come municipality, di 42.991 abitanti, capoluogo del distretto di Gajapati, nello stato federato dell'Orissa. In base al numero di abitanti la città rientra nella classe III (da 20.000 a 49.999 persone).

## Geografia fisica
La città è situata a 18° 46' 60 N e 84° 5' 60 E e ha un'altitudine di 145 m s.l.m..

## Società

### Evoluzione demografica
Al censimento del 2001 la popolazione di Paralakhemundi assommava a 42.991 persone, delle quali 21.748 maschi e 21.243 femmine. I bambini di età inferiore o uguale ai sei anni assommavano a 4.689, dei quali 2.435 maschi e 2.254 femmine. Infine, coloro che erano in grado di saper almeno leggere e scrivere erano 29.548, dei quali 16.663 maschi e 12.885 femmine.